# پیتر فن ایک
پیتر فن ایک (انگلیسی: Peter van Eyck؛ ۱۶ ژوئیه ۱۹۱۱ – ۱۵ ژوئیهٔ ۱۹۶۹) هنرپیشه اهل آلمان بود.
از فیلم‌هایی که وی در آن نقش داشته است می‌توان به مزد ترس، طولانی‌ترین روز، بازی کثیف، جاسوس جنگ سرد، آقای آرکادین، جنگل پنهان تارزان، فرزندان هیتلر، استراوا و مغز، دوئل در غروب آفتاب و سلام، بانوی جوان! اشاره کرد.

## مرگ
او در سال ۱۹۶۹ در ماندورف، سوئیس، بر اثر سپتی‌سمی، ناشی از یک جراحت جزئی درمان نشده، یک روز قبل از تولد ۵۸ سالگی خود درگذشت.

## پیوند به بیورن
- پیتر فن ایک در بانک اطلاعات اینترنتی فیلم‌ها (IMDb)
- Photographs of Peter van Eyck